# 奧弗·謝克特
奧弗·謝克特（英語：Ofer Shechter，1981年—），以色列演員、模特兒和電視節目主持人。

## 早年生活
謝克特於以色列莫沙夫出生及長大，7歲時曾參演西瓜冰棒電視廣告。在軍隊服役後，謝克特修讀了約拉姆·列文斯坦（Yoram Levinstein）的戲劇課程，並學習了在鏡頭前的表演。

## 作品
- Fovidilih （ 2010年）中飾演Weinblum
- 狂犬病（ 2009 ） 中飾演[郵政Frodksn ]
- 小叛徒（ 2008年） 中飾演英國士兵
- 失落島嶼（ 2008年） 中飾演奶奶
- 週完！  （ 2008年） [電視連續劇] 中飾演自己
- 童夢婚禮（ 2008 ） [電視連續劇] 中飾演哈雷爾
- 愛安娜（ 2008 ） [電視連續劇] 中飾演波阿斯列夫
- 神話第十章（ 2007 ） [電視連續劇] 中飾演
- 夜總會（ 2007 ） [電視連續劇] 自己
- 一氧化氮Akzit （ 2006 ） 中飾演耶胡達柯尼茲
- 少將（ 2006 ） [電視連續劇] 中飾演湯姆Sliifr
- 生命遊戲（ 2003 ） [電視連續劇] 中飾演沙哈爾伊甸園